# Царев Двор
Царев Двор (мкд. Царев Двор) је насеље у Северној Македонији, у јужном делу државе. Царев Двор припада општини Ресан.

## Географија
Насеље Царев Двор је смештено у југозападном делу Северне Македоније. Од најближег већег града, Битоља, насеље је удаљено 35 km западно, а од општинског средишта 5 јужно.
Царев Двор се налази у области Горње Преспе, области која заузима виши део котлине Преспанског језера. Насеље је смештено у пољу северно од Преспанског језера. Поље је махом под воћем. Даље, ка истоку издиже планина Баба са врхом Пелистером. Надморска висина насеља је приближно 870 метара.
Клима у насељу је планинска због знатне надморске висине.

## Историја
Име села је вероватно везано за Самуилово царство, када је Преспа била престоница царства.

## Становништво
Царев Двор је према последњем попису из 2002. године имао 605 становника. 
Претежно становништво у насељу су етнички Македонци (86%), а у мањини су Турци (13%).
Већинска вероисповест је православље.